# Stan Winston
Stan Winston (* 7. April 1946 in Richmond, Virginia; † 15. Juni 2008 in Los Angeles, Kalifornien) war ein US-amerikanischer Experte für Spezialeffekte und Make-up-Design sowie Regisseur, der durch seine Arbeit in zahlreichen Hollywood-Produktionen bekannt wurde. Zu seinen Kreationen gehören die Geschöpfe aus den Terminator-, Predator- und Jurassic-Park-Filmen.

## Leben und Werk
Winston studierte Malerei und Bildhauerei. Nachdem er in seiner Jugend als Stand-up-Comedian in seiner Heimat Virginia gearbeitet hatte, zog er 1968 nach Los Angeles, um Schauspieler zu werden. Als er aber keine guten Rollenangebote bekam, konzentrierte er sich auf einen Nebenjob als Make-up-Assistent bei den Disney-Studios. Schon wenige Jahre später erhielt er 1972 für die Effekte im Film Gargoyles einen Emmy Award, einen zweiten 1974 für The Autobiography Of Miss Jane Pittman, bei dem er mit Rick Baker zusammengearbeitet hatte.
In den nächsten Jahren wurde Winston zusehends erfolgreicher und bekannter. Für das Star Wars Holiday Special entwarf er die Kostüme der Wookiees. 1984 folgte die Effektarbeit für James Camerons Terminator und 1986 Aliens – Die Rückkehr, für den er seinen ersten Oscar erhielt. Es folgten zahlreiche preisgekrönte Effektarbeiten in Filmen wie Predator, Terminator 2 – Tag der Abrechnung und Jurassic Park. Winston verschaffte sich damit mehr und mehr den Ruf, einer der führenden und innovativsten Spezialeffekt-Designer der Welt zu sein.
Winston war auch als Regisseur aktiv, sein Debüt gab er 1987 mit dem Horrorfilm Das Halloween Monster, gefolgt von Michael Jacksons Ghosts.
Er arbeitete zuletzt als Creature Effects Supervisor für den Film Terminator: Die Erlösung, in welchem er auch einen kurzen Cameo-Auftritt hat. Winston war bereits bei den ersten drei Terminator-Filmen verantwortlich an den Spezial- und Maskeneffekten beteiligt. Er starb während der Produktion im Juni 2008 – der Film ist ihm gewidmet.
Stan Winston erlag am 15. Juni 2008 im Kreise seiner Familie einem langen Krebsleiden, dem sogenannten Multiplen Myelom.
Winstons Sohn Matt ist Schauspieler, bekannt vor allem in der Rolle des temporalen Agenten Daniels in der Serie Star Trek: Enterprise.

## Auszeichnungen
(Auswahl)
Winston wurde viermal mit dem Oscar ausgezeichnet. Ebenso oft erhielt er den Saturn Award. Zweimal erhielt er einen Emmy. Seinen ersten Oscar gewann er 1987 für die Effekte in Aliens – Die Rückkehr. Gleich zweimal gewann er die Trophäe in den Kategorien Beste visuelle Effekte und Bestes Make-up für Terminator 2 – Tag der Abrechnung im Jahr 1992. Den letzten Oscar gewann er 1994 für Jurassic Park.

## Filmografie
(Auswahl)
- 1977: Zoltan, Draculas Bluthund (Dracula’s Dog)
- 1980: Der Exterminator (The Exterminator)
- 1982: Das Ding aus einer anderen Welt (John Carpenter’s The Thing)
- 1983: Das Phantom von Budapest (The Phantom of the Opera)
- 1984: Terminator (The Terminator)
- 1986: Aliens – Die Rückkehr (Aliens)
- 1987: Predator
- 1989: Leviathan
- 1990: Mein Kumpel, der Kobold (Upworld / A Gnome Named Gnorm)
- 1990: Edward mit den Scherenhänden (Edward Scissorhands)
- 1991: Terminator 2 – Tag der Abrechnung (Terminator 2: Judgment Day)
- 1992: Batmans Rückkehr (Batman Returns)
- 1993: Jurassic Park
- 1994: Interview mit einem Vampir (Interview with the Vampire: The Vampire Chronicles)
- 1995: Tank Girl
- 1995: Congo
- 1996: DNA – Die Insel des Dr. Moreau (The Island of Dr. Moreau)
- 1997: Das Relikt (The Relic)
- 1997: Vergessene Welt: Jurassic Park (The Lost World: Jurassic Park)
- 1998: Halloween H20 (Halloween H20: Twenty Years Later)
- 1999: Galaxy Quest – Planlos durchs Weltall (Galaxy Quest)
- 2001: A.I. – Künstliche Intelligenz (A.I. – Artificial Intelligence)
- 2001: Spinnen des Todes (Earth vs. the Spider)
- 2002: The Time Machine
- 2003: Terminator 3 – Rebellion der Maschinen (Terminator 3: Rise of the Machines)
- 2003: Big Fish
- 2003: Wrong Turn
- 2005: Constantine
- 2008: Iron Man
- 2009: Terminator: Die Erlösung (Terminator Salvation)
- 2009: Avatar – Aufbruch nach Pandora (Avatar)
- 2010: Shutter Island

Als Regisseur:
- 1988: Das Halloween Monster (Pumpkinhead)
- 1997: Michael Jackson’s Ghosts (Kurzfilm)